# Ugarit Cola
Ugarit Cola is een colamerk uit Syrië dat wordt geproduceerd en gedistribueerd door de Ugarit Trading Co die gelegen is bij de stad Baniyas aan de kust van de Middellandse Zee. De naam van zowel het bedrijf als het colamerk komen af van de naam van de oude stad Ugarit.
Ugarit Cola is verkrijgbaar als normale cola en in een light-variant. Beide worden geleverd in blikjes met een inhoud van 0,33 liter; de normale cola wordt daarnaast verkocht in petflessen met verschillende maten. De normale cola is te herkennen aan een blauwe verpakking of een blauw etiket met witte letters en een rode cirkel waardoor enkele strepen lopen; bij de light-cola is de achtergrond wit en zijn de letters blauw. De verpakking lijkt dan ook op die van Pepsi.
Naast cola produceert de Ugarit Trading Co ook de dranken Cheer Up (zowel qua smaak als qua verpakking een 7Up-imitatie), Spiral sinas en verscheidene vruchtensappen.